# リカ＝セニ郡

リチュコ・セニスカ郡の位置

郡の旗

リカ＝セニ郡（リカ＝セニぐん、Ličko-senjska županija）は、クロアチアのイストリア地方に位置する郡。郡都はゴスピッチ。

## 地理
この郡はカルロヴァツ郡、プリモリェ＝ゴルスキ・コタル郡、ザダル郡と接している。郡内の東部にプリトヴィツェ湖群国立公園がある。